# Borczyn
Borczyn est une localité polonaise de la gmina de Kije, située dans le powiat de Pińczów en voïvodie de Sainte-Croix.